# Івановка (Зерендинський район)
Іва́новка (каз. Ивановка) — село у складі Зерендинського району Акмолинської області Казахстану. Входить до складу Аккольського сільського округу.
Населення — 233 особи (2021; 244 у 2009, 338 у 1999, 294 у 1989).
Національний склад станом на 1989 рік:
- росіяни — 50 %.